# Gaston Maruéjol
Gaston Maruéjol (1847-1912) est un avocat, historien local et homme politique français.

## Biographie
Né à Nîmes le 6 septembre 1847 dans une famille protestante, Gaston Maruéjol devient avocat au barreau de cette ville. Durant la guerre franco-allemande de 1870, il est officier des forces mobiles du Gard.
De 1882 jusqu'à sa mort en 1912, il est conseiller général du Gard pour le canton de Nîmes-1.
Nommé adjoint au maire de Nîmes, Ali Margarot, il est amené à lui succéder après son suicide. Il est élu maire à son tour par le conseil municipal le 4 juin 1885.
Il se démarque par une « politique scolaire et culturelle dynamique » : il affecte des crédits aux musées ou aux théâtres. En matière éducative, il installe des écoles primaires pour les filles, et développe un cours de gymnastiques pour les garçons.
Il quitte la mairie de Nîmes après les élections municipales de 1888, date à laquelle Numa Gilly le remplace.
Élu à l'Académie de Nîmes en 1895, il la préside en 1909. Actif dans les débats intellectuels, il rédige par ailleurs plusieurs articles d'histoire et d'archéologie locales.
Il meurt à Nîmes le 31 janvier 1912.
Une rue de Nîmes porte son nom.